# Djénhael Maingé
Djénhael Maingé (18 de febrero de 1992) es un futbolista martinicano que juega en la demarcación de delantero para el Club Franciscain de la Campeonato Nacional de Martinica.

## Selección nacional
Debutó con la selección de fútbol de Martinica el 7 de abril de 2012. Lo hizo en un partido amistoso contra Guadalupe que finalizó con un resultado de 0-1 a favor del combinado martiniqués tras el gol de Kévin Tresfield.

## Clubes
| Club             | País      | Año    | Partidos | Goles |
| ---------------- | --------- | ------ | -------- | ----- |
| Club Franciscain | Martinica | 2011 - |          |       |

## Palmarés

### Campeonatos internacionales
| Título                         | Club             | País      | Año  |
| ------------------------------ | ---------------- | --------- | ---- |
| CONCACAF Caribbean Club Shield | Club Franciscain | Martinica | 2018 |